# 坪石邨

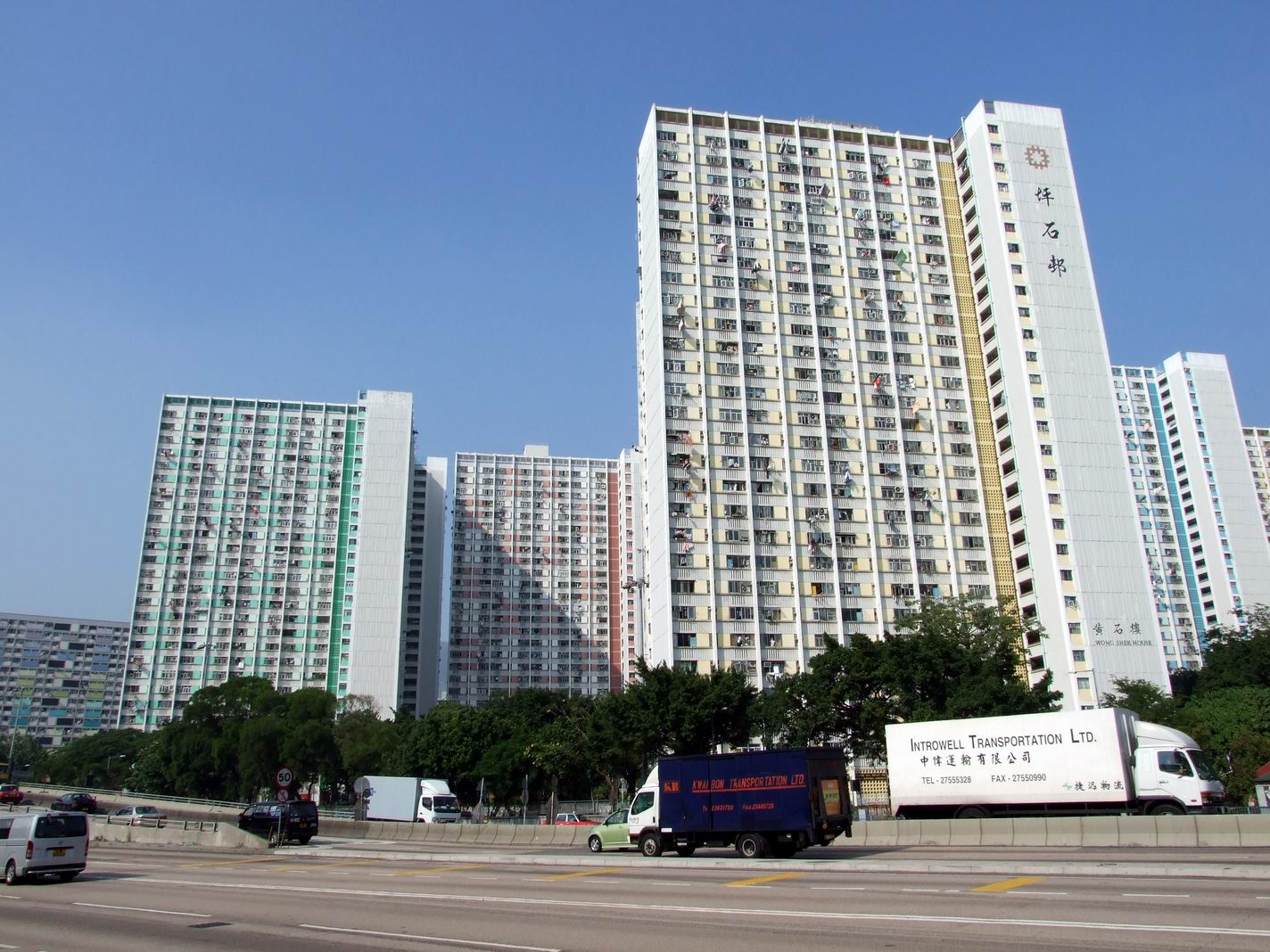
翠石、紅石、黃石及藍石樓

坪石邨（英語：Ping Shek Estate）是香港的一個公共屋邨，位於九龍觀塘區平山西麓，由香港房屋委員會負責管理，香港屋宇建設委員會所興建的第九條公共屋邨，由巴馬丹拿建築及工程師有限公司設計，孫福記營造有限公司（即現時之新福港）承建，於1970年代落成，佔地逾5.4公頃，截至2018年6月30日，住戶數目合共4,500戶。坪石邨所屬位置剛剛在黃大仙區區界外，所以屬於觀塘區，但仍有不少附近一帶的居民也誤以為坪石邨位於黃大仙區。屋邨由多條九龍區主要幹道包圍：龍翔道、觀塘道及清水灣道，鄰近彩虹交匯處和港鐵彩虹站，因此交通十分便利。
2010年1月22日，香港房屋委員會建築小組通過斥資1.3億港元活化坪石邨，由利安顧問有限公司（Leigh & Orange）負責設計，也是房委會首個對舊式屋邨引入活化概念，認為可再保存多15年。而該邨居民與商戶對此持不同意見。

## 歷史

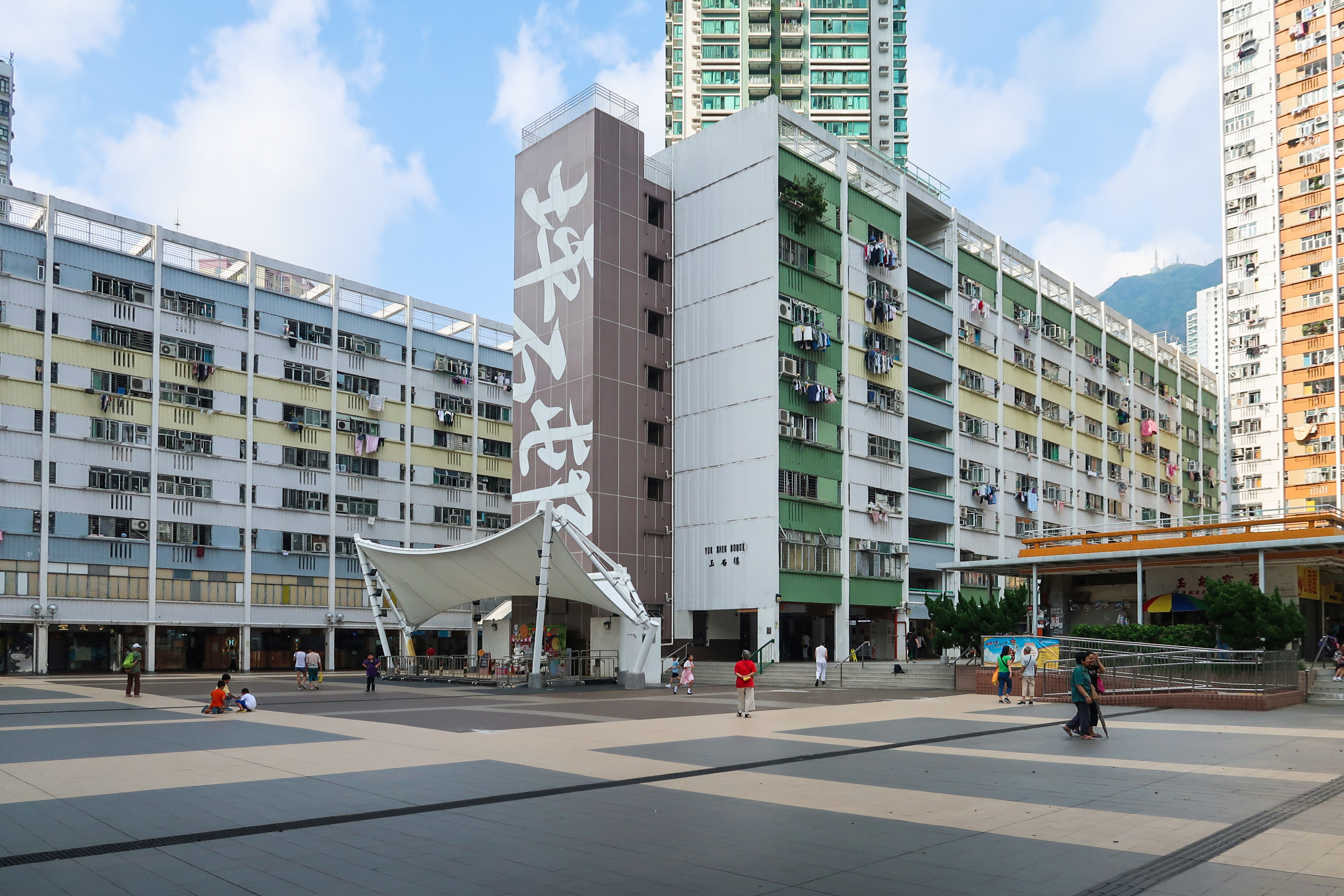
平台廣場

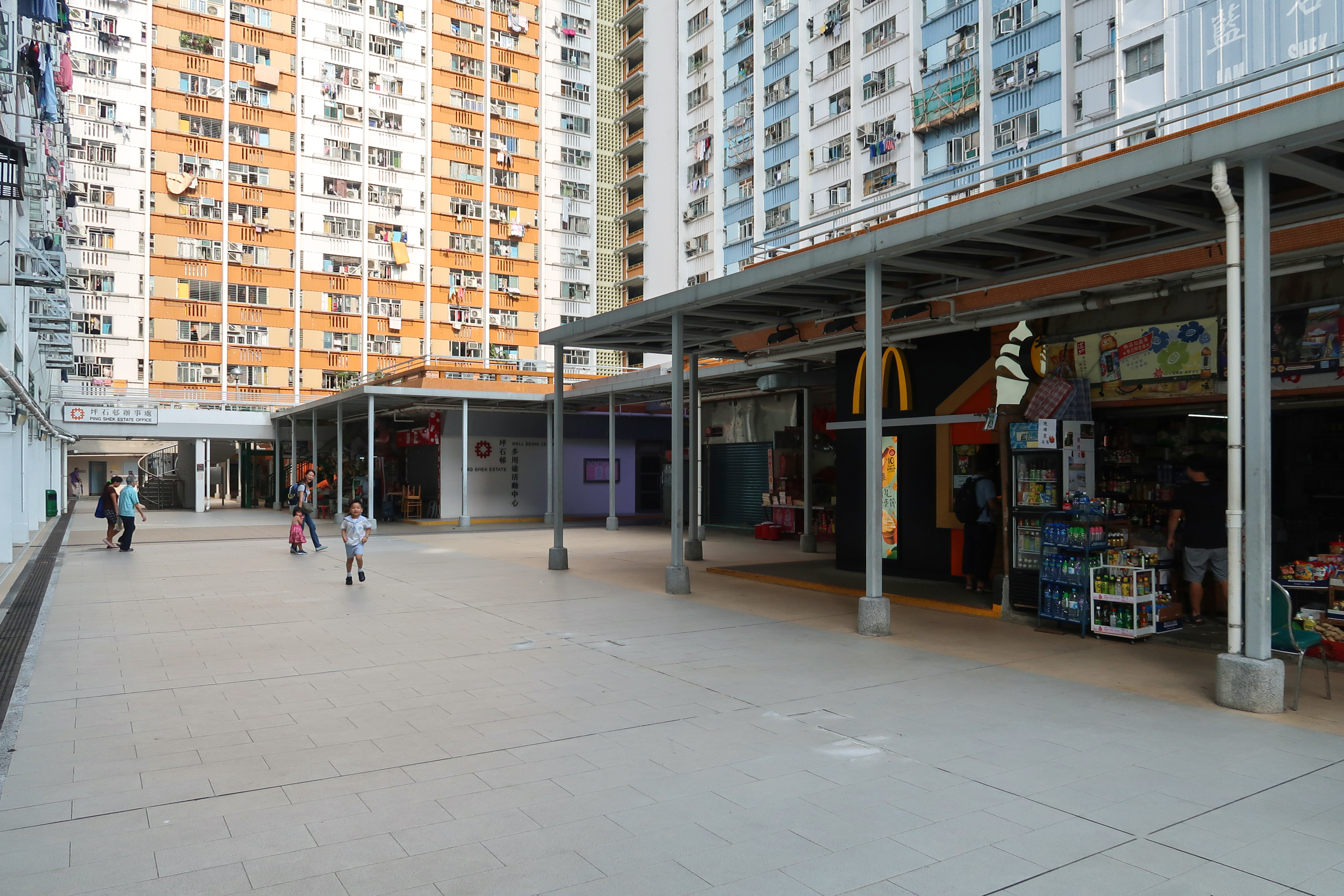
平台街市在2010年後改為商店

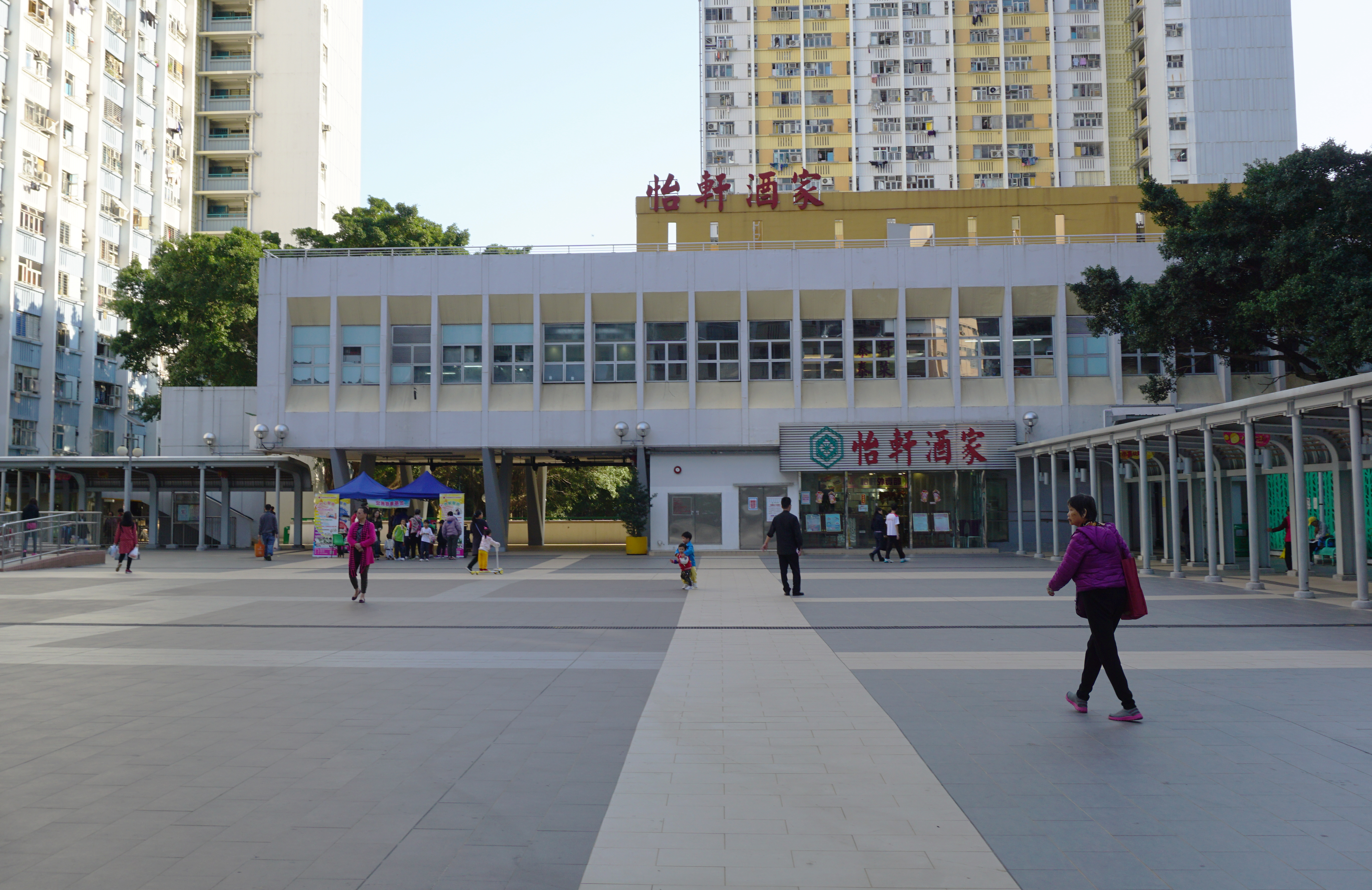
酒樓

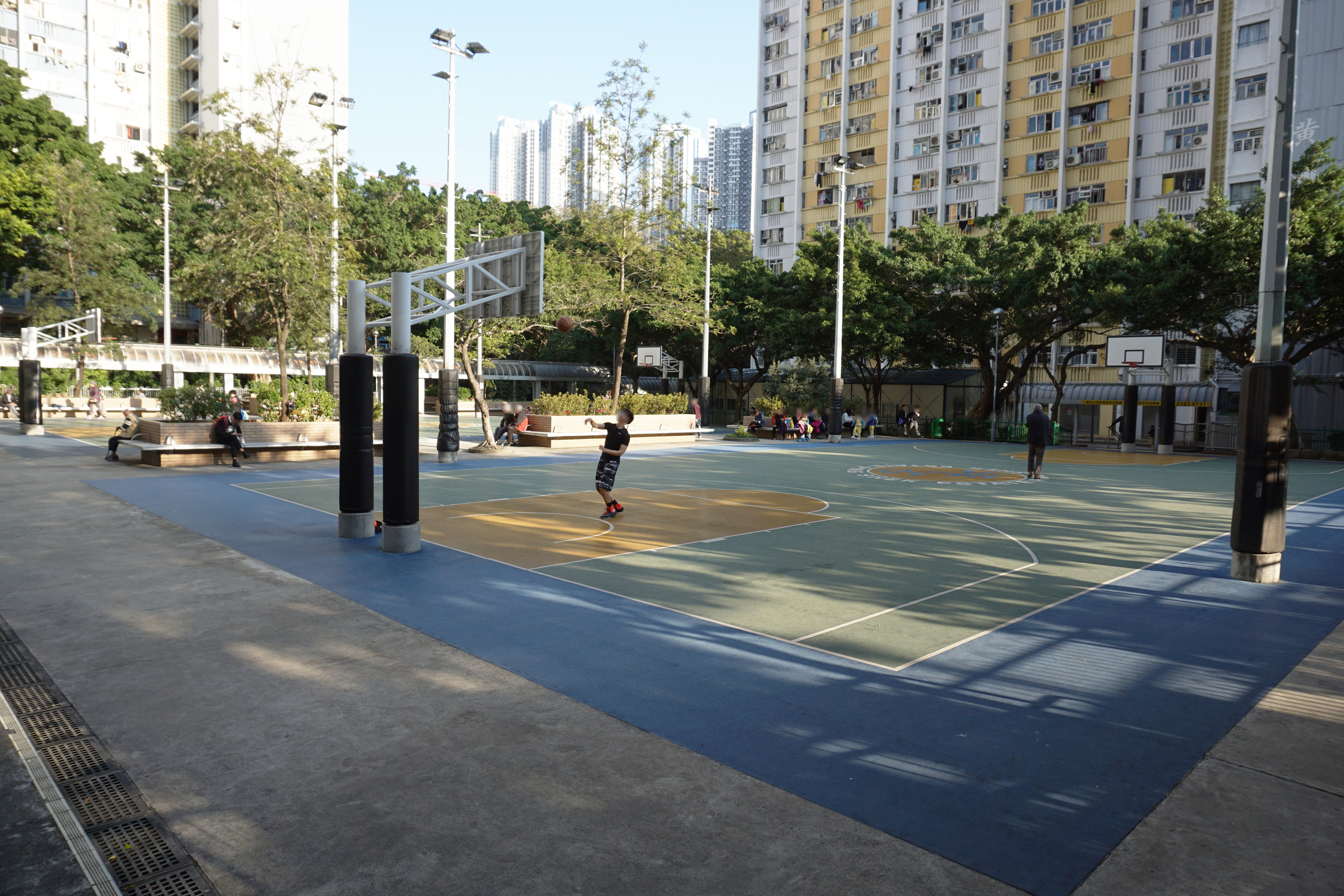
籃球場

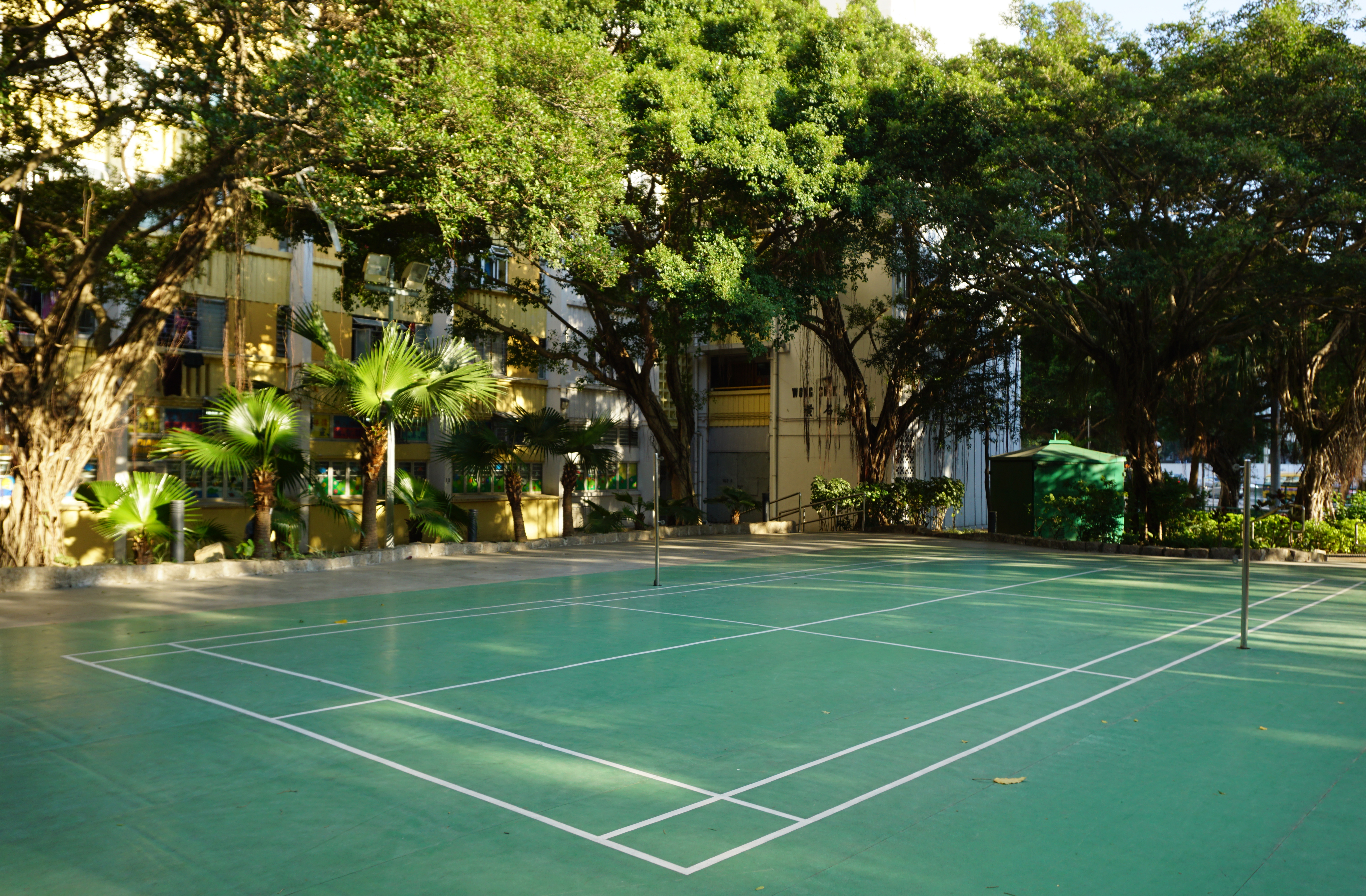
羽毛球場

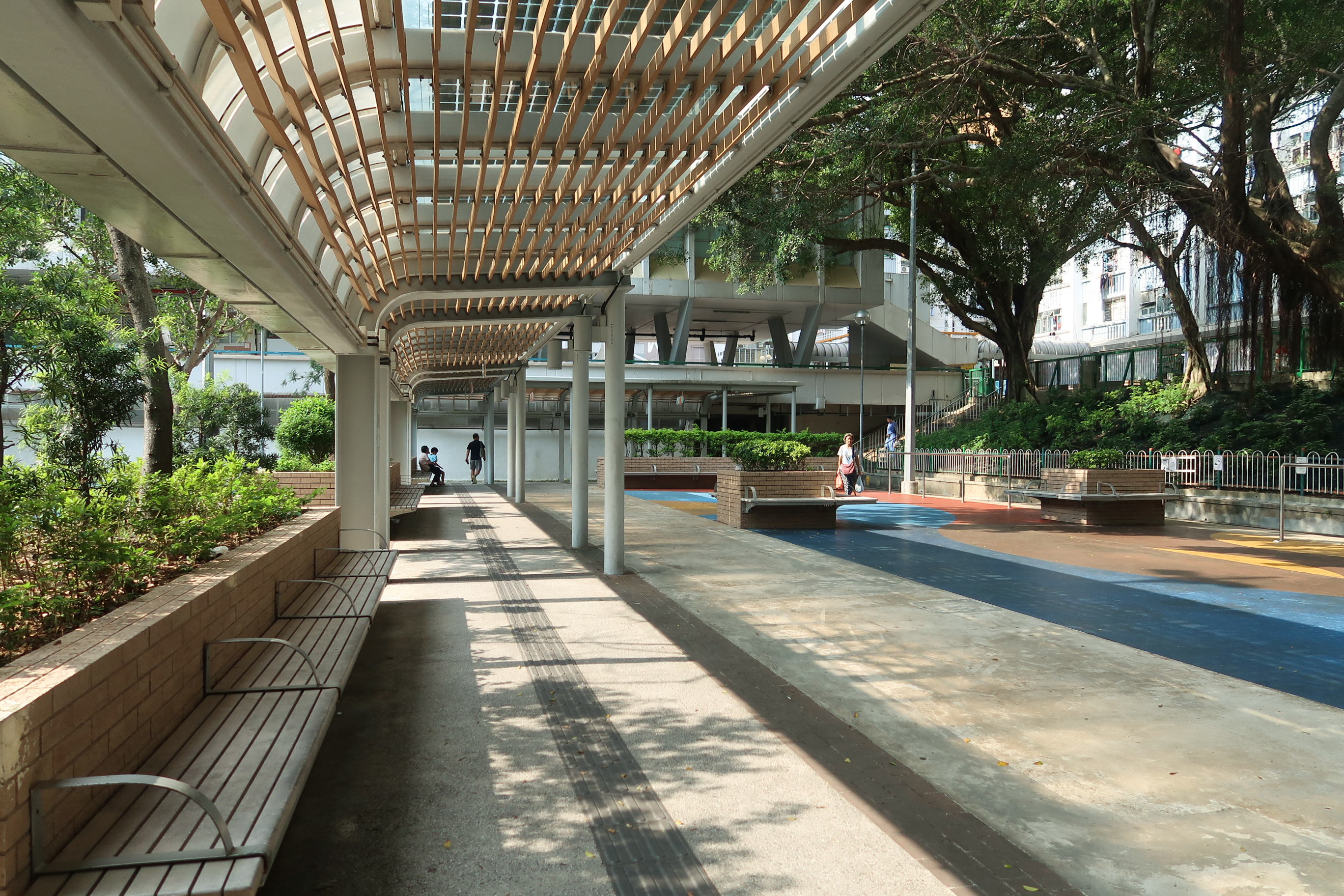
有蓋行人通道

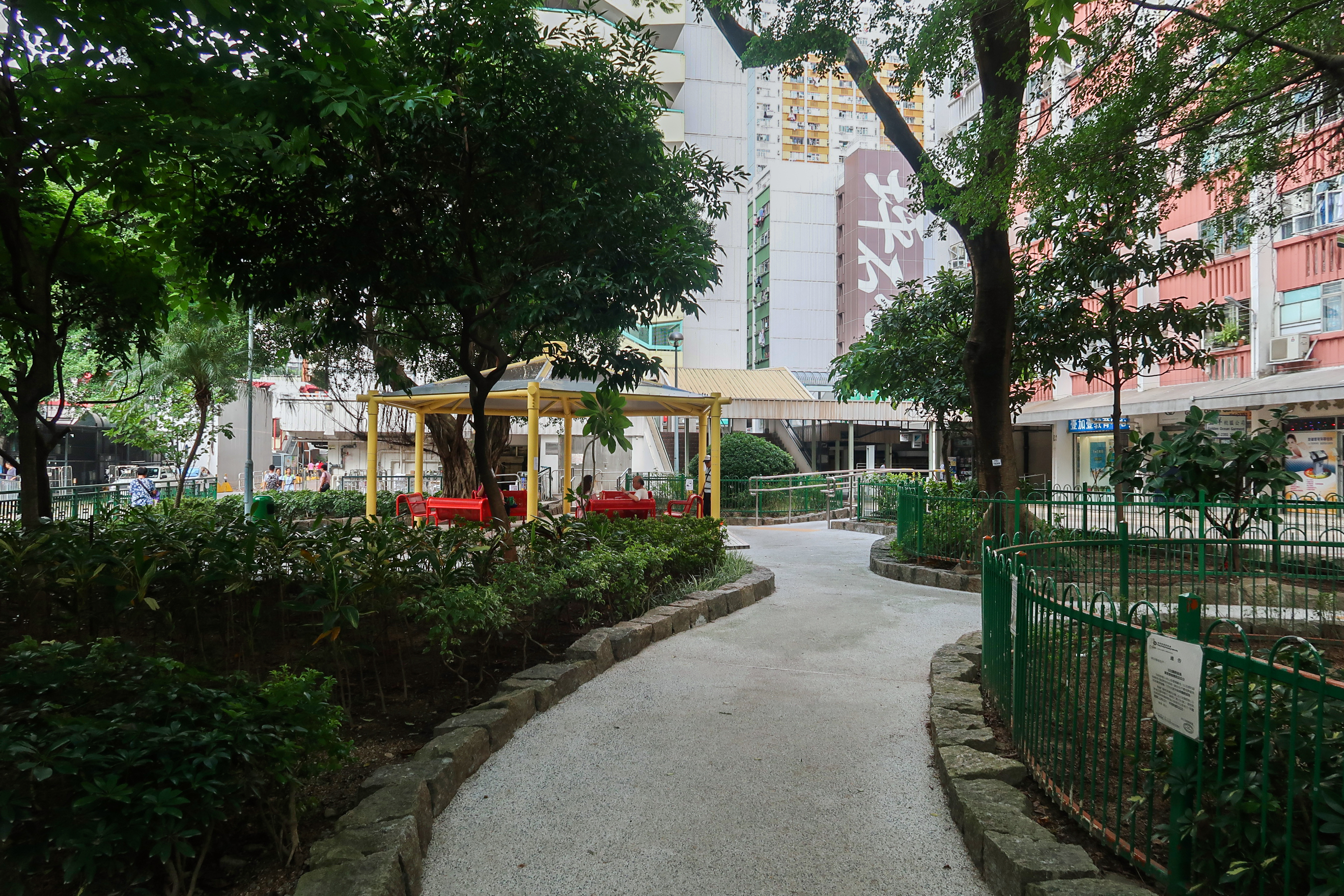
花園設有涼亭

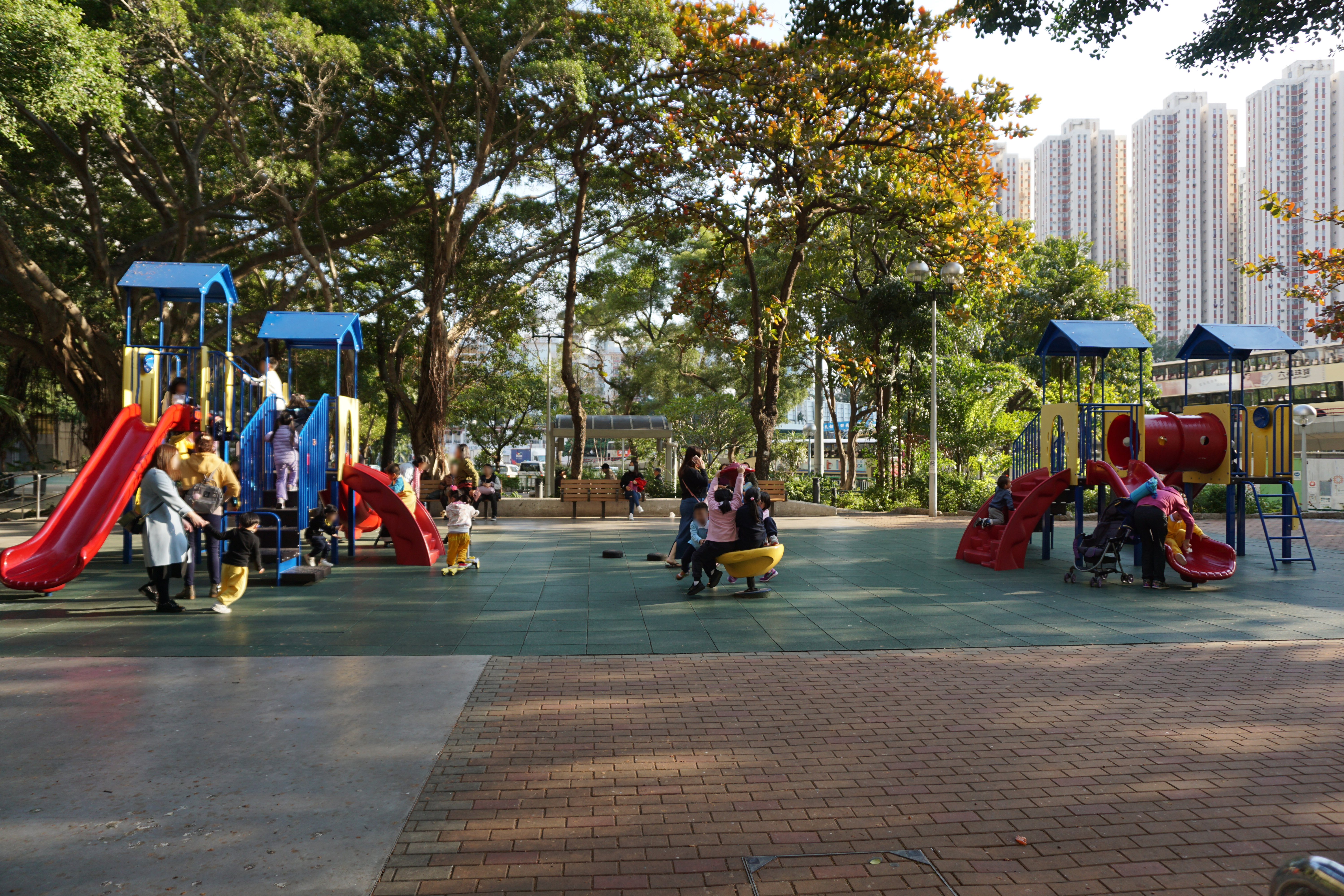
近觀塘道的兒童遊樂場

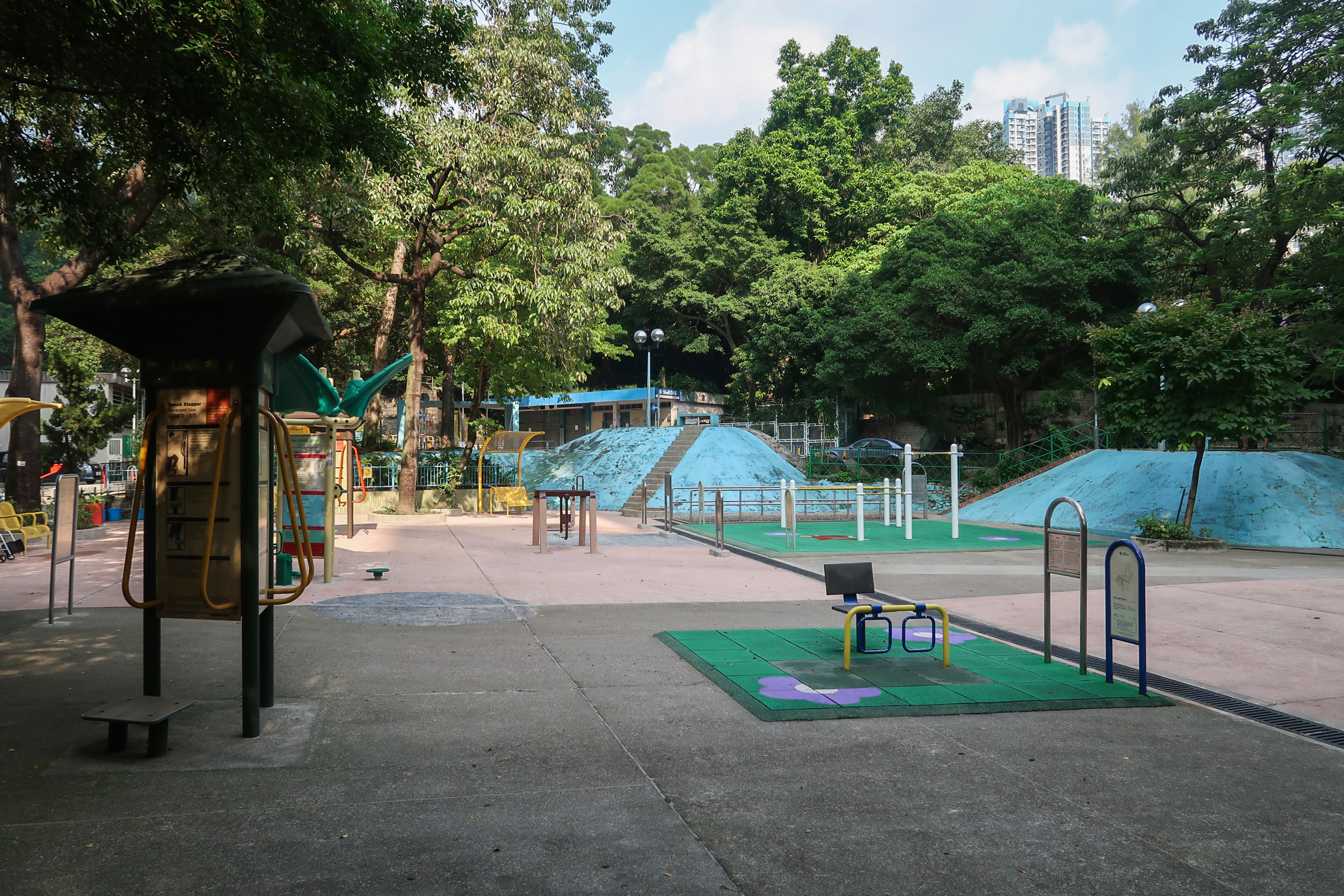
個別兒童遊樂場在近年改建為健體區

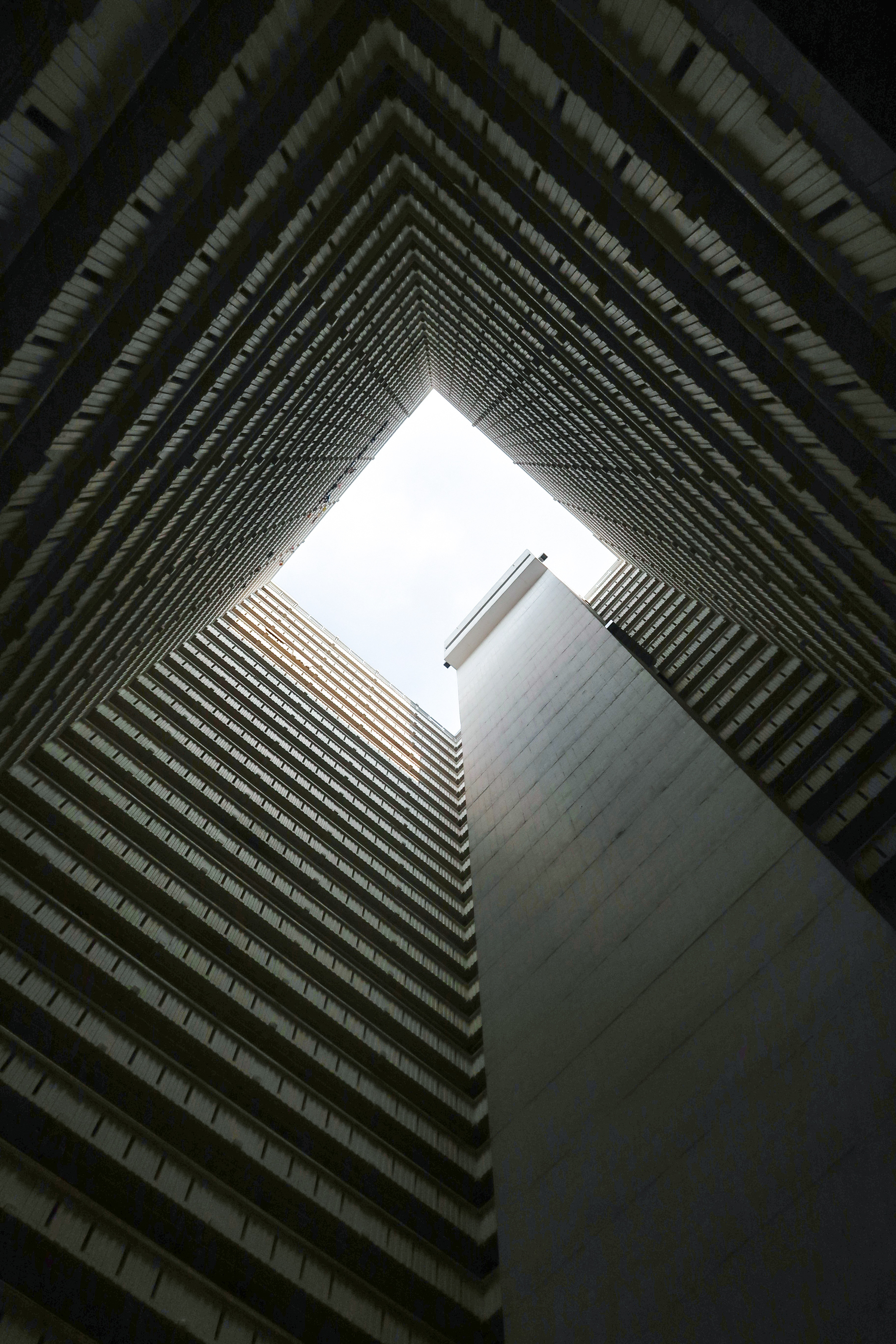
大廈天井成為拍攝熱點

坪石邨的原址是坪石村及白屋仔村，坪石鄉是新九龍十三個規模較大的鄉村—九龍十三鄉之一。1963年，政府公告收回坪石木屋區土地，曾引起村民不滿。1965年，屋宇建設委員會宣佈興建坪石邨，坪石鄉於1967年清拆，並於1970年至1971年建成，由港督戴麟趾爵士揭幕。
「九龍皇帝」曾灶財曾在該邨部份燈柱和電箱留有墨迹，民政事務局轄下部門已在該墨迹套上膠片保護。
坪石邨入伙時，鑽石樓及玉石樓均沒有升降機，房屋委員會其後在2010-2012年為這些樓宇安裝三菱電機升降機。

### 建屋爭議
1966年6月，屋宇建設委員會收到了平石「塔型大廈計劃」的地基、構築物和其他合同的招標書。該方案構想了五座多邊形塔型大廈，高416英尺，每座樓高50層和48層並設有16個7人單位。這些，再加上一個傳統的七層樓高的大廈，將能夠容納29,500人。招標顯示，根據每人的建築成本並考慮擬議「滑移式」的建造方法的建造速度，這些塔型大廈具有優於傳統建築的經濟優勢，因此屋建會決定繼續採用該計劃。
當局面臨的問題是，他們是否應該等待塔型大廈並冒著進一步拖延的風險，或者是否應該採用常規的建築計劃，在場地平整完成後就可以立即開始工作。經過非常詳細的討論後，屋建會在1967年2月根據建築委員會的建議，應放棄在坪石工地使用塔式計劃。然後，建築師受委託進行常規的建築方案，該方案基於與塔式方案相似的佈局，包括五座主要建築物，每座高28層，均設有一個寬敞的中央開放廣場。新計劃已提交給政府，並在年底之前等待批准。

### 活化工程
房委會建築小組在2010年通過斥資1.3億元進行活化工程，包括增加適合長者使用的設施、在露天廣場加建有蓋表演場地，並為住戶在室內加設扶手及改裝晾衣架等，滿足長者及殘疾住戶的需要。同時在該邨社區會堂設立回憶閣。2013年，坪石邨各大廈外牆進行翻新工程，所有工程於2013年11月完成。

## 屋邨資料

### 樓宇
| 樓宇名稱（座號） | 樓宇類型              | 落成年份 | 層數 （住宅層數） | 每層伙數 | 每座單位總數（伙） | 建築師                                                                        | 承建商                  | 首次安裝的升降機的廠商 | 提供升降機的廠商 （第一次更新）    | 提供升降機的廠商 （第二次更新） |
| ---------------- | --------------------- | -------- | ----------------- | -------- | ------------------ | ----------------------------------------------------------------------------- | ----------------------- | ---------------------- | ---------------------------------- | ------------------------------- |
| 紅石樓（A座）    | 單塔式                | 1970年   | 28 （27）         | 32       | 864                | 巴馬丹拿建築及工程師有限公司、 利安顧問有限公司（Leigh & Orange）（活化工程） | 孫福記營造公司 (新福港) | 三菱電機 ACR (AC/2)    | 英國通用電氣-快而安 TMS-500 (ACVV) | 通力 Minispace (VVVF)           |
| 翠石樓（B座）    | 單塔式                | 1970年   | 28 （27）         | 32       | 864                | 巴馬丹拿建築及工程師有限公司、 利安顧問有限公司（Leigh & Orange）（活化工程） | 孫福記營造公司 (新福港) | 三菱電機 ACR (AC/2)    | 英國通用電氣-快而安 TMS-500 (ACVV) | 通力 Minispace (VVVF)           |
| 黃石樓（C座）    | 單塔式                | 1970年   | 28 （27）         | 32       | 864                | 巴馬丹拿建築及工程師有限公司、 利安顧問有限公司（Leigh & Orange）（活化工程） | 孫福記營造公司 (新福港) | 三菱電機 ACR (AC/2)    | 英國通用電氣-快而安 TMS-500 (ACVV) | 通力 Minispace (VVVF)           |
| 藍石樓（D座）    | 單塔式                | 1970年   | 28 （27）         | 32       | 864                | 巴馬丹拿建築及工程師有限公司、 利安顧問有限公司（Leigh & Orange）（活化工程） | 孫福記營造公司 (新福港) | 三菱電機 ACR (AC/2)    | 英國通用電氣-快而安 TMS-500 (ACVV) | 通力 Minispace (VVVF)           |
| 金石樓（E座）    | 單塔式                | 1970年   | 28 （27）         | 32       | 864                | 巴馬丹拿建築及工程師有限公司、 利安顧問有限公司（Leigh & Orange）（活化工程） | 孫福記營造公司 (新福港) | 三菱電機 ACR (AC/2)    | 英國通用電氣-快而安 TMS-500 (ACVV) | 通力 Minispace (VVVF)           |
| 鑽石樓（LB1座）  | 舊長型 （中央走廊式） | 1970年   | 8 （6）           | 23       | 138                | 巴馬丹拿建築及工程師有限公司、 利安顧問有限公司（Leigh & Orange）（活化工程） | 孫福記營造公司 (新福港) | （不設升降機）         | （不設升降機）                     | 三菱 Elesenna (VVVF)            |
| 玉石樓（LB2座）  | 舊長型 （中央走廊式） | 1970年   | 8 （6）           | 23       | 138                | 巴馬丹拿建築及工程師有限公司、 利安顧問有限公司（Leigh & Orange）（活化工程） | 孫福記營造公司 (新福港) | （不設升降機）         | （不設升降機）                     | 三菱 Elesenna (VVVF)            |

### 商場
坪石商場位於地面和平台。分布在鑽石樓、玉石樓、紅石樓和酒家大樓。主要租戶包括百佳超級市場、759阿信屋、大昌食品、屈臣氏、萬寧、7-11便利店、上海商業銀行、麵包店、眼鏡店、髮廊、糧油雜貨店、辦館、美容護膚中心、文具店、診所、琴行、和牙醫醫務所。餐廳包括金華茶餐廳、彬記粥麵美食、麥當勞、大快活和爭鮮迴轉壽司。
2011年6月，該邨酒家大樓有近40年歷史的第一代屋邨酒樓新坪石酒家（前稱坪石酒家）突然結業。現時為富港酒家。

## 圖片集

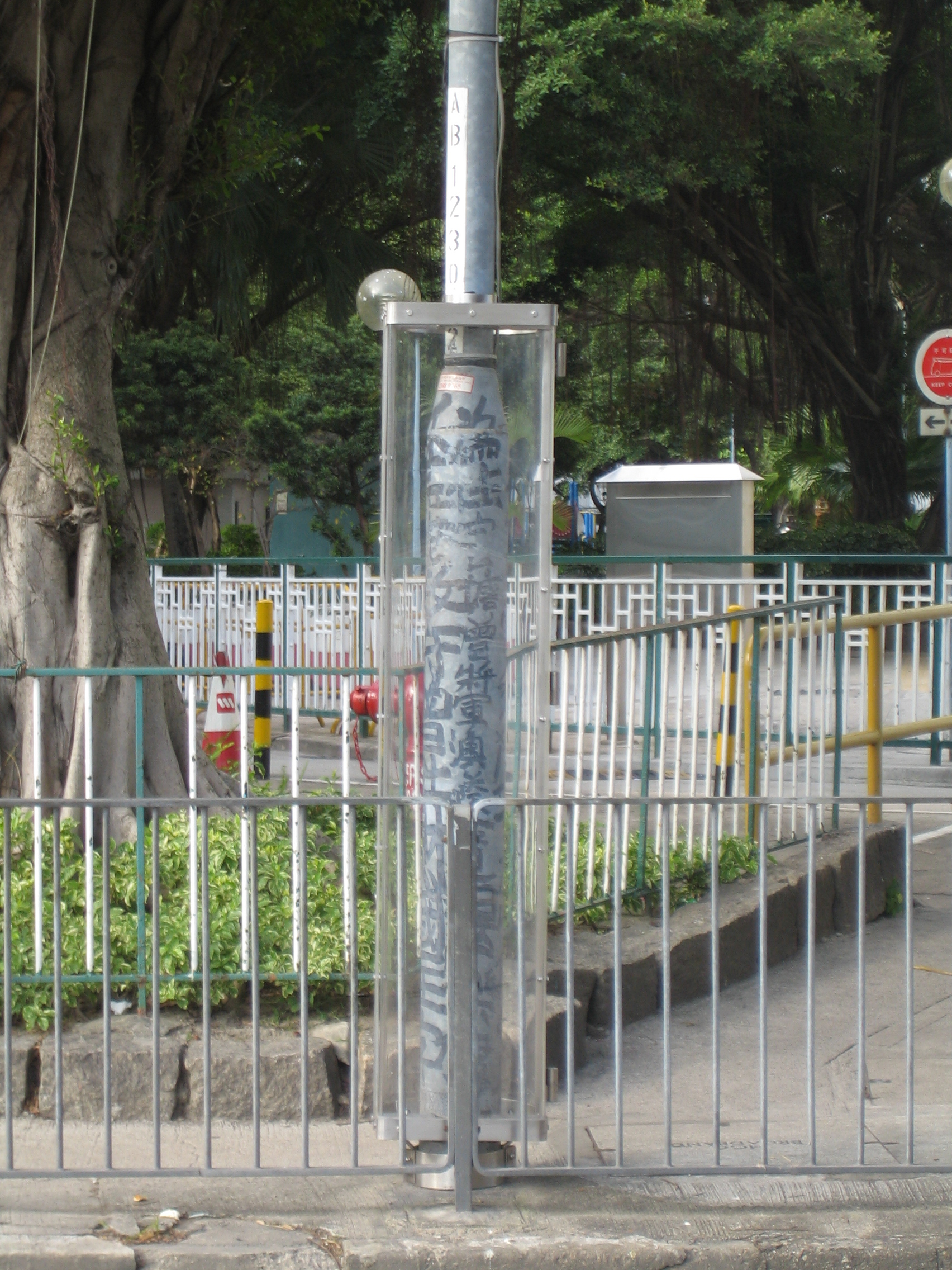
已套上膠片保護的曾灶財墨迹

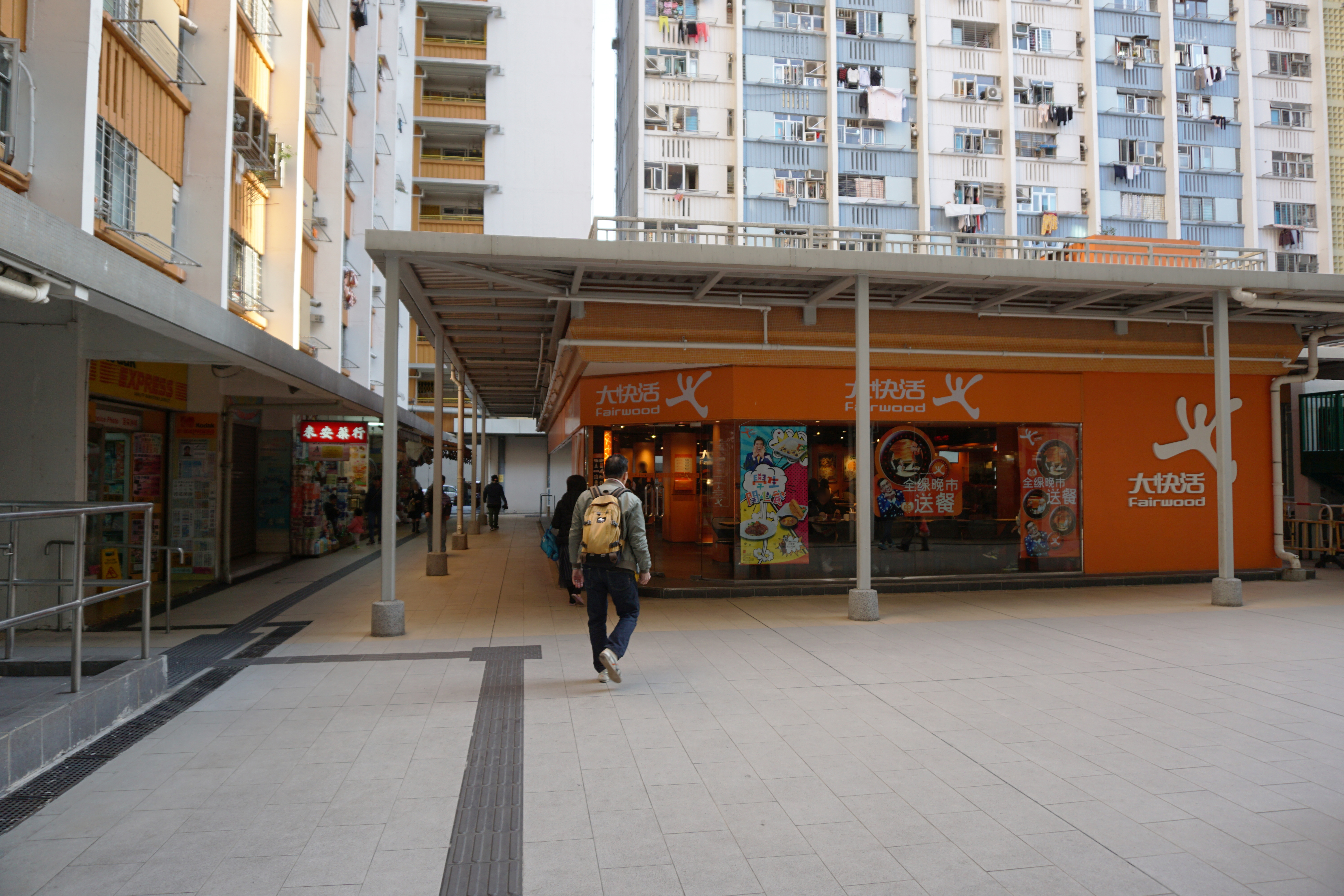
金石樓平台店舖及大快活
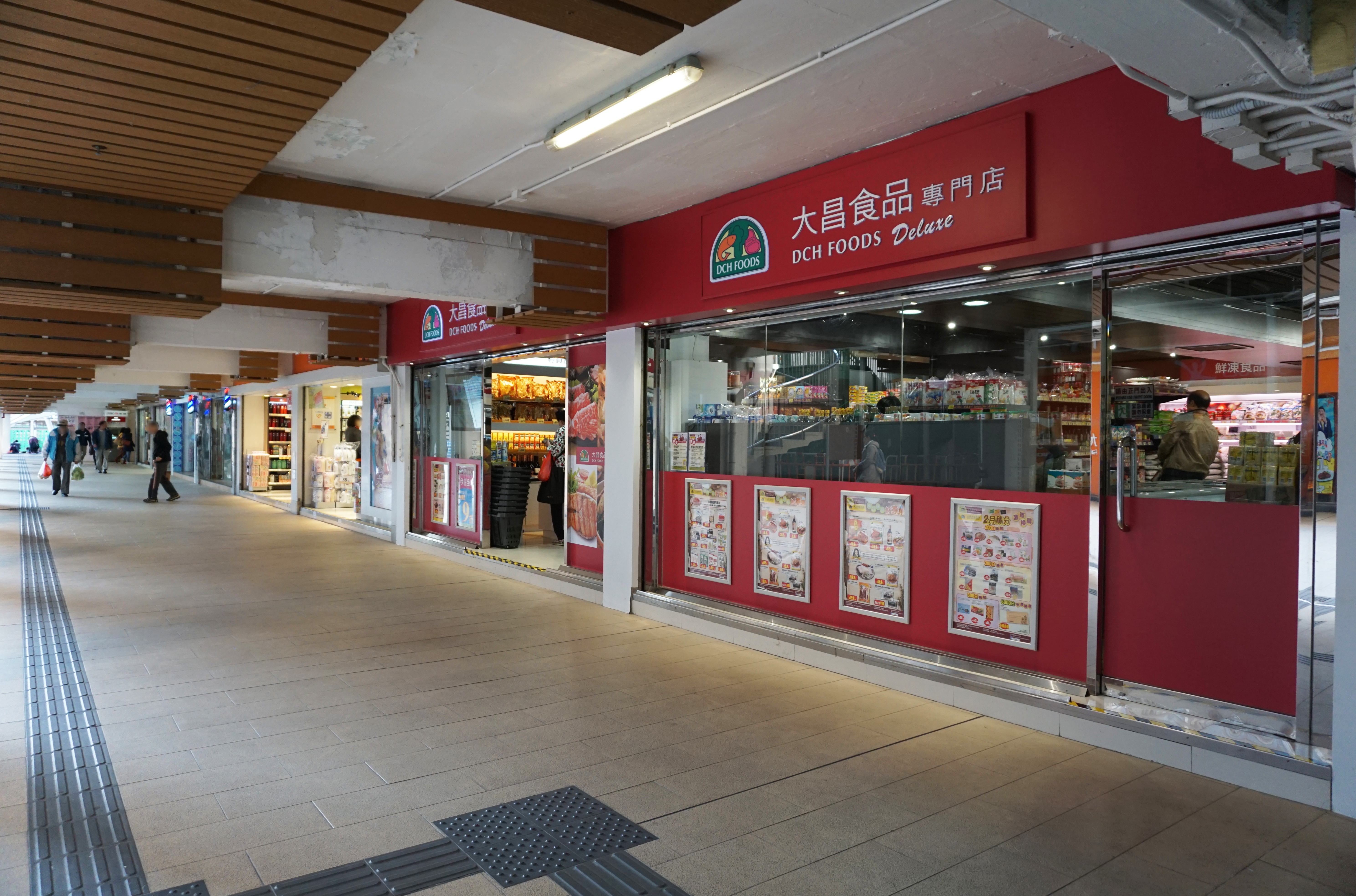
玉石樓平台店舖，圖中包括於1986年開業的大昌食品，已於2024年3月31日結業
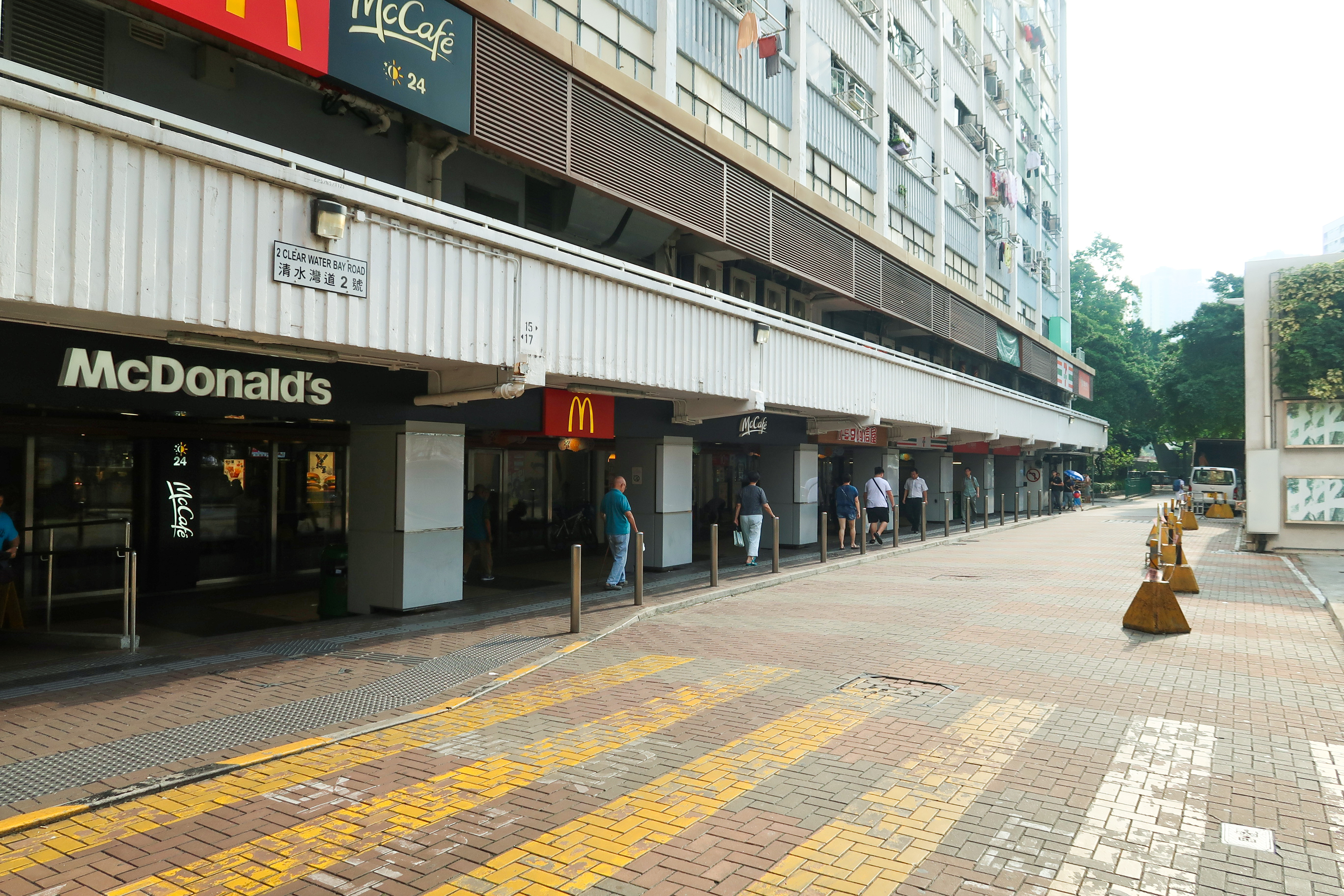
鑽石樓地下店舖，圖中包括於2014年開業的麥當勞

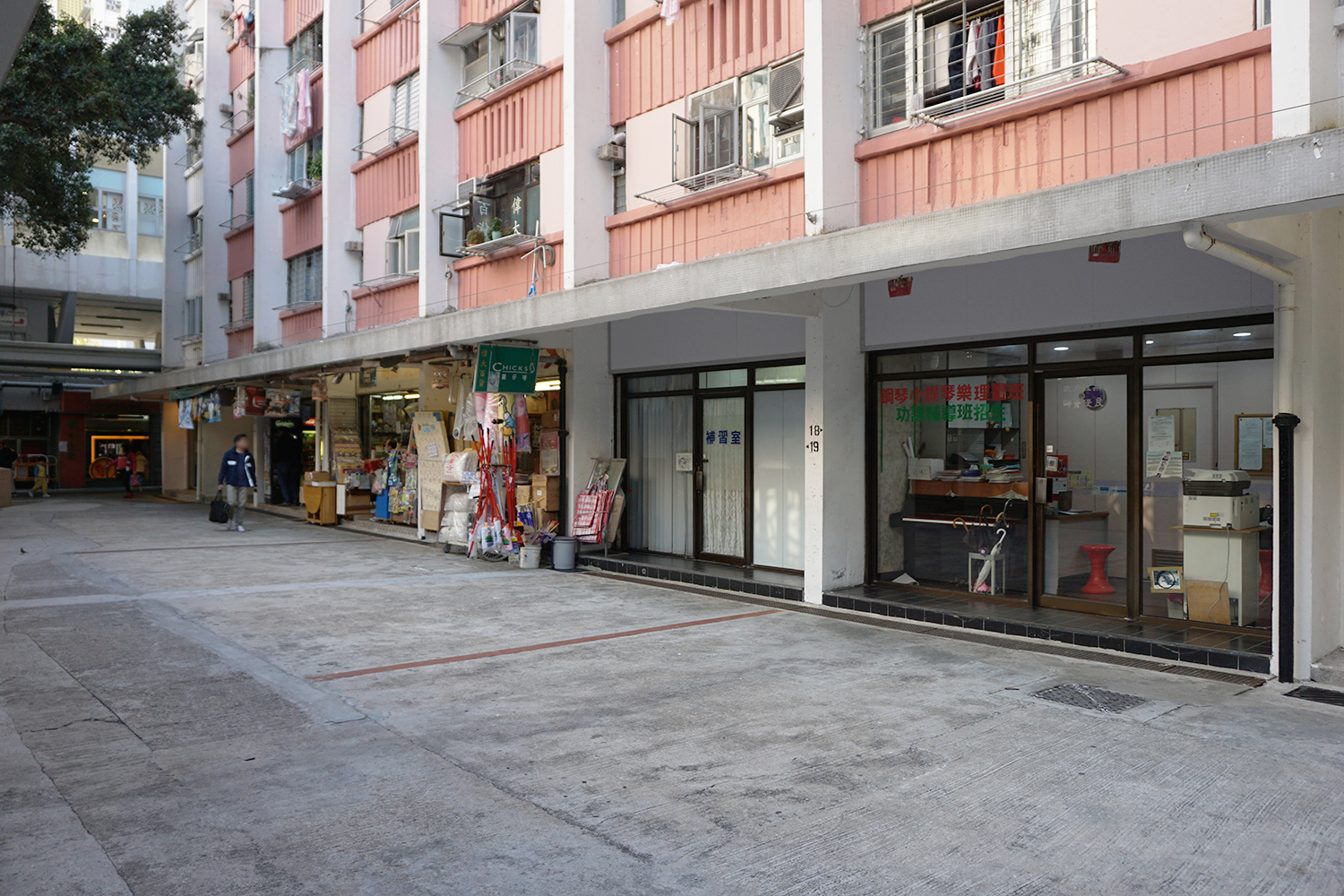
紅石樓店舖
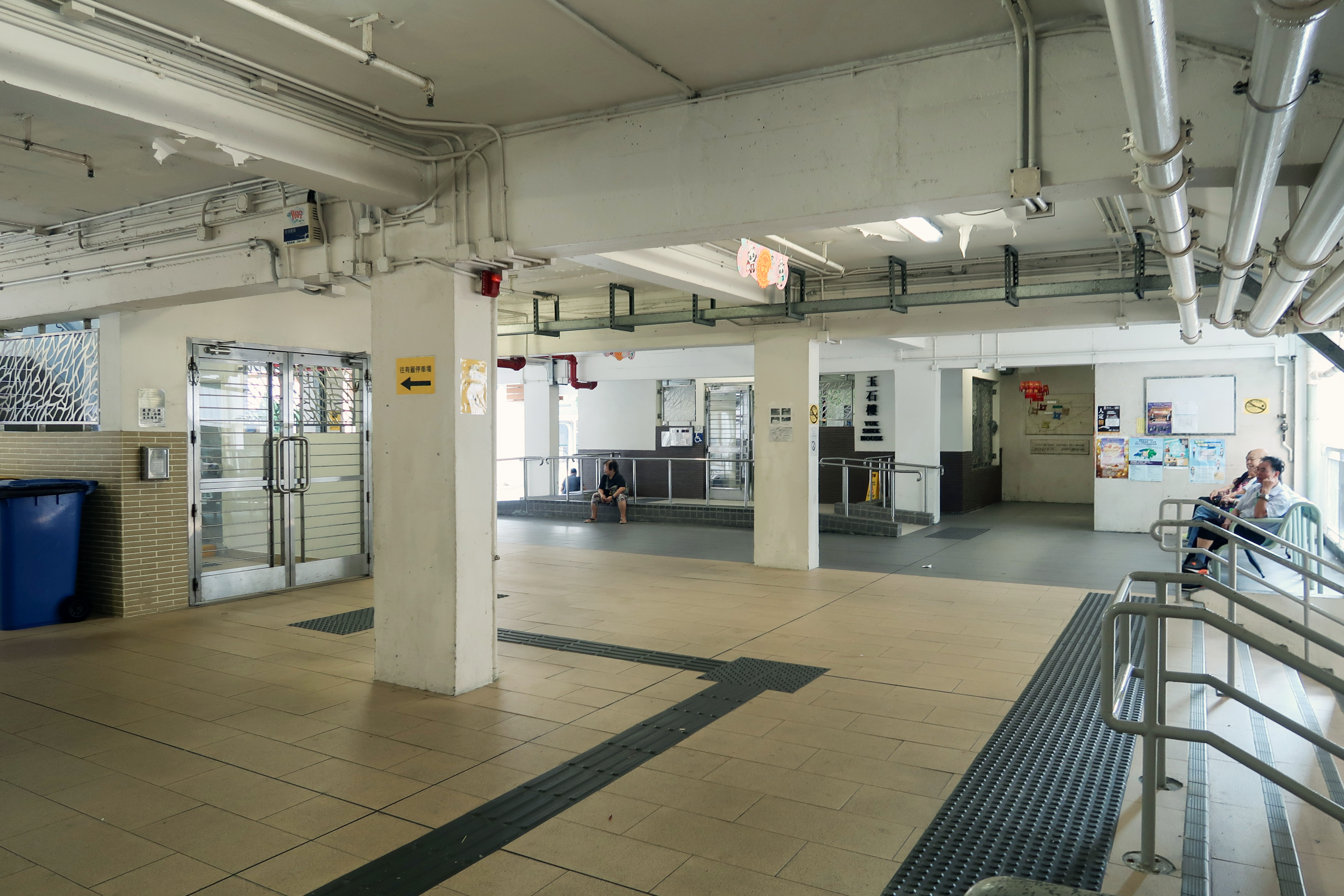
玉石樓入口外的空間
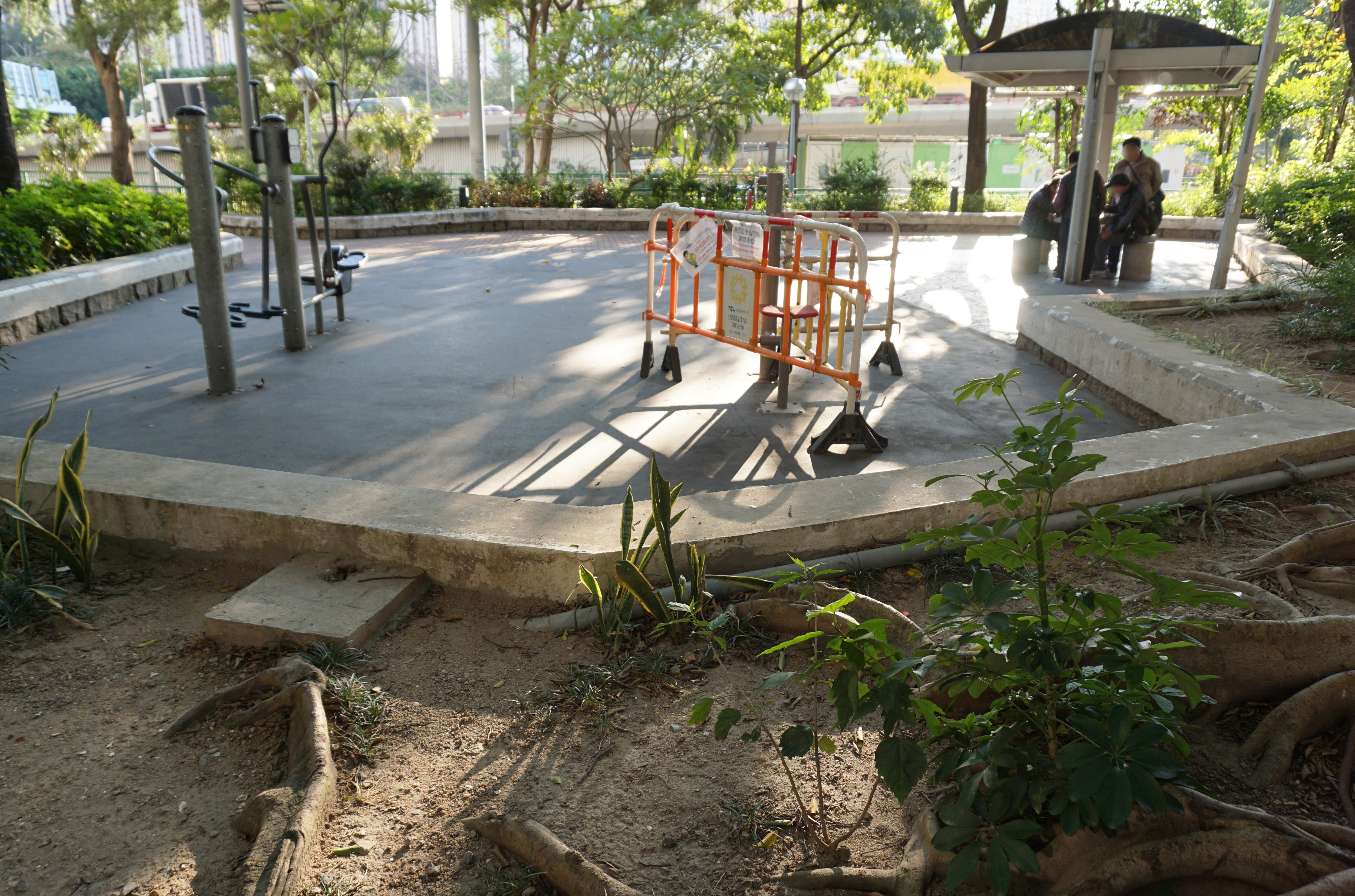
棋藝區（右）

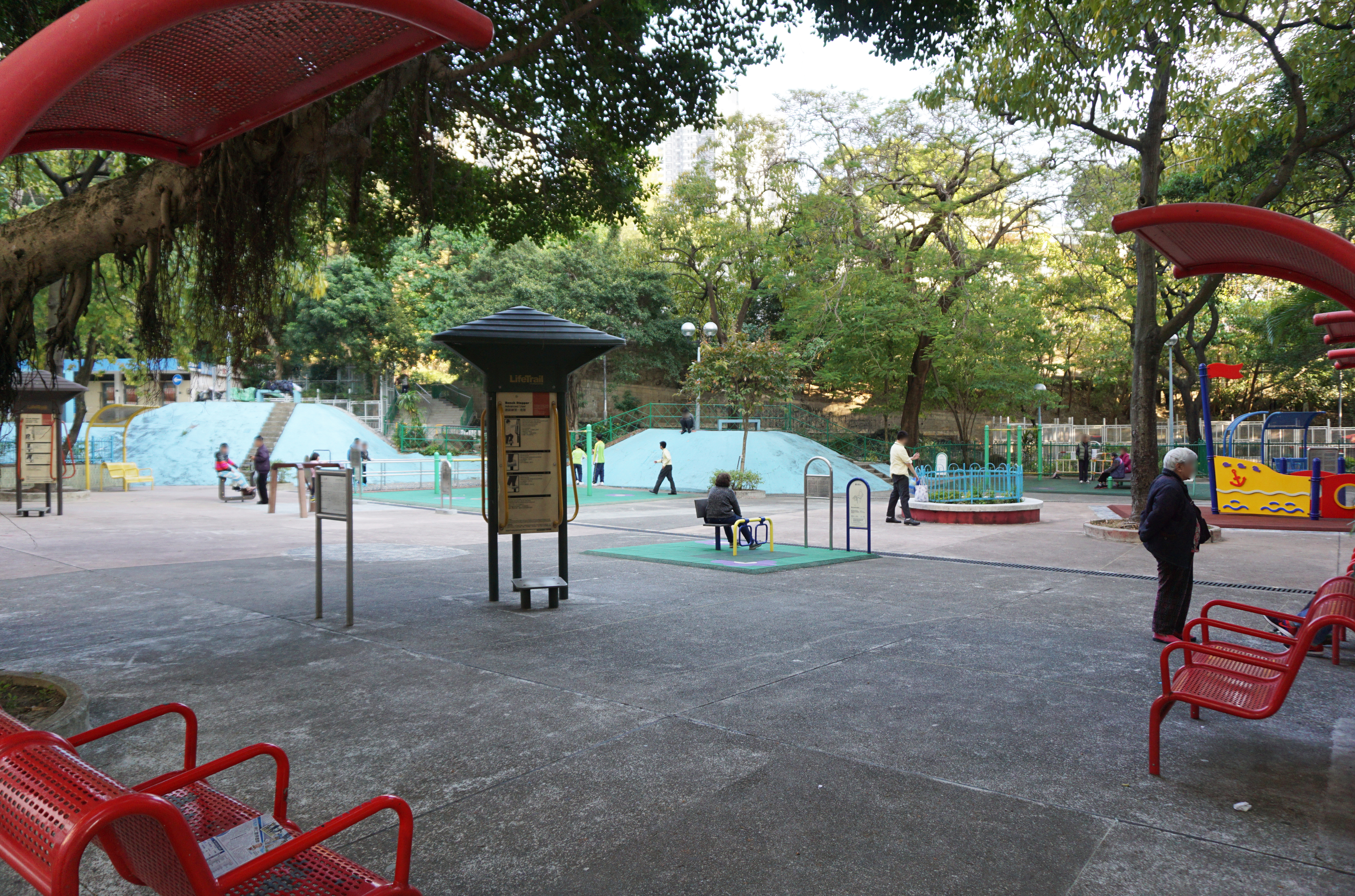
改作健體區的前兒童遊樂場全貌（2017年）
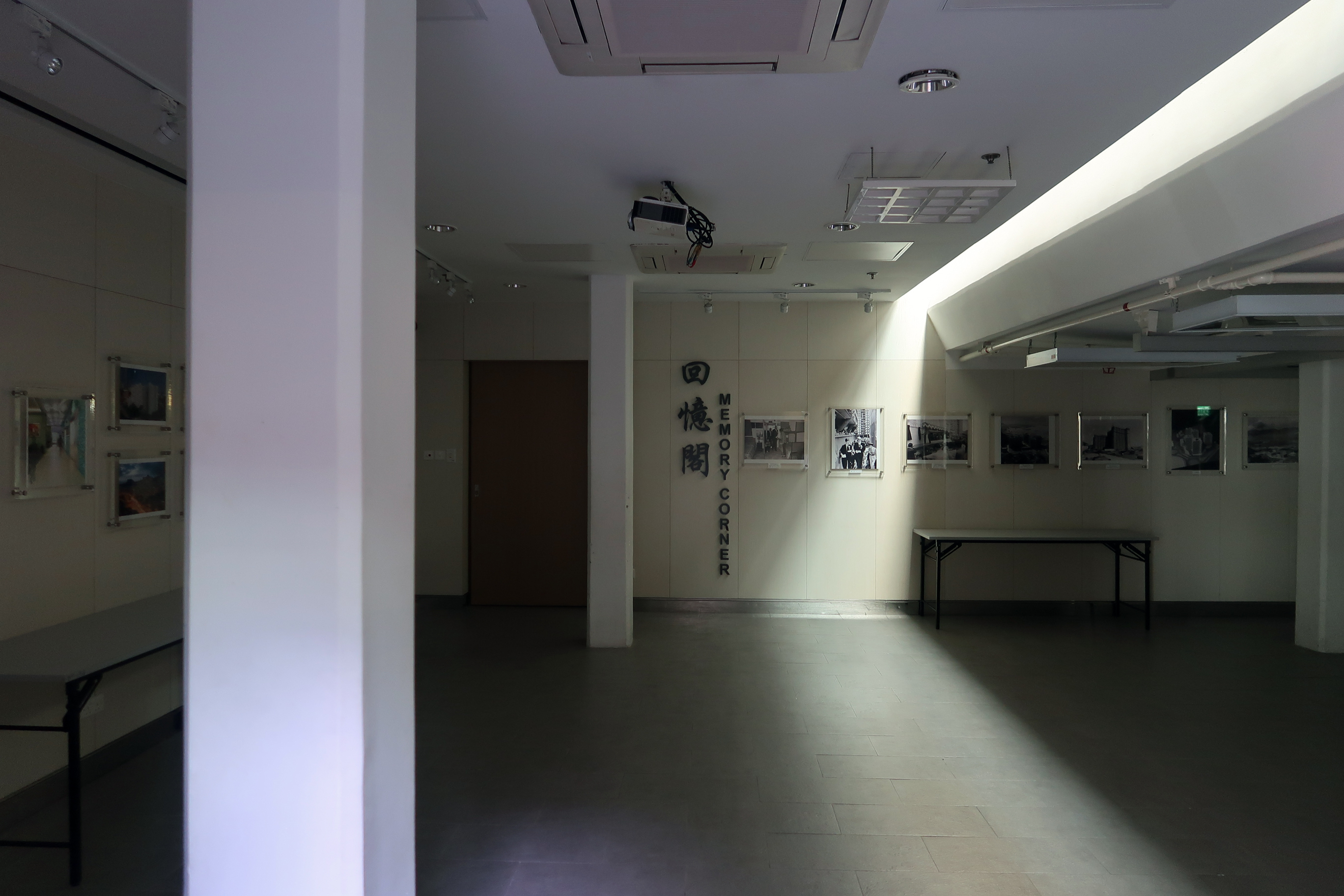
回憶廊
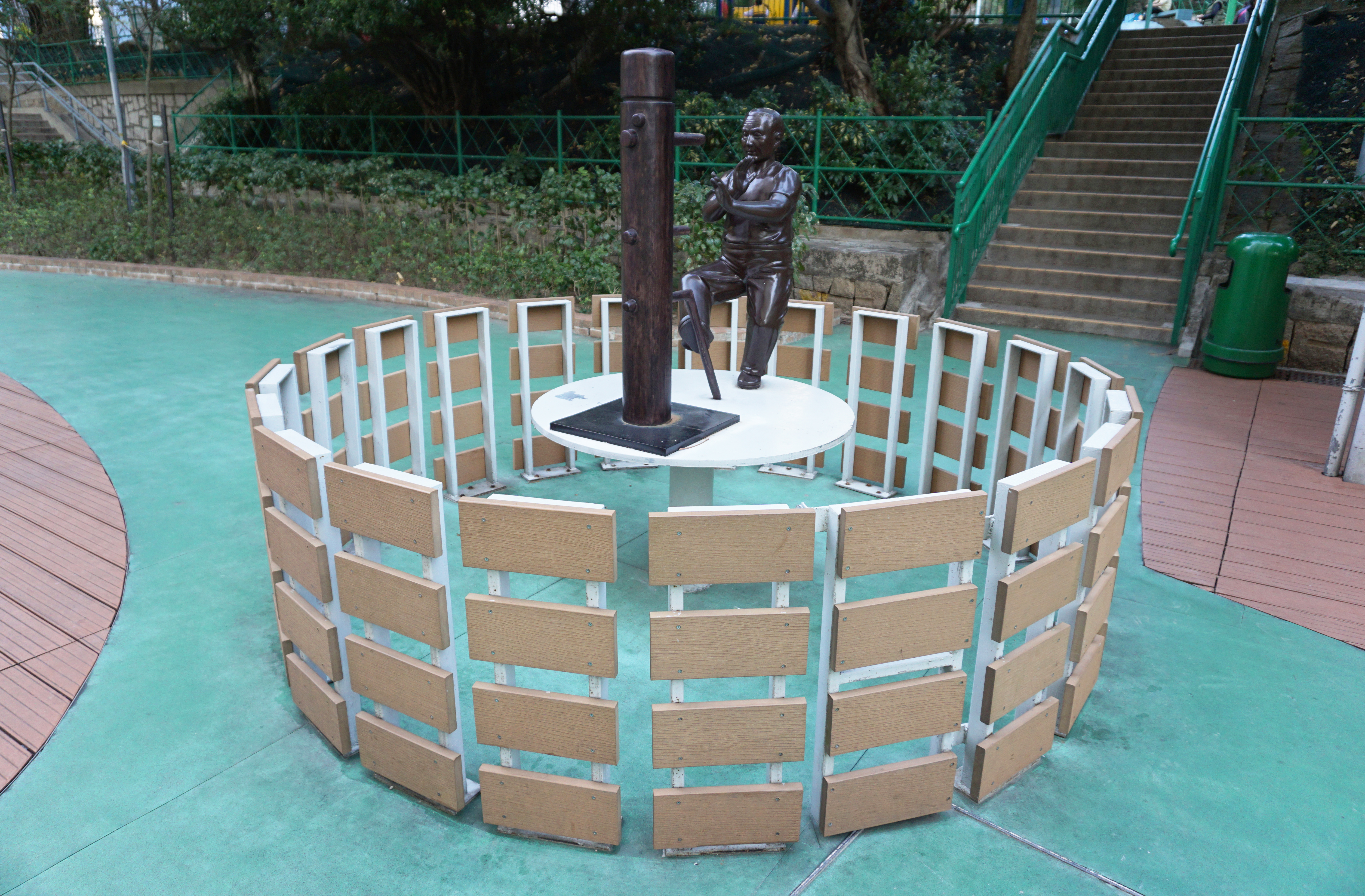
葉準（葉問宗師長子）居於本邨，房屋署設此雕象作紀念

## 教育設施

### 小學
- 坪石天主教小學

已結束/搬遷
- 五邑甄球學校（1969年創辦，2007年停辦）
- 基督教宣道會宣基小學（坪石）（為「有時限小學」，使用原五邑甄球學校校舍；2015年創辦，2024年停辦）
- 聖公會聖約翰小學（1969年創辦，2019年遷往秀茂坪；原址現為香港盲人輔導會工廠臨時廠房）

### 幼稚園
- 鑽石山浸信會美欣幼稚園（1970年創辦）（位於黃石樓地下104-105及109-116室）
- 保良局黃樹雄幼稚園暨幼兒園（1975年創辦）（位於黃石樓125-132號地下）
- 歡樂創意幼稚園（觀塘分校） （1994年創辦）（位於金石樓）

已結束
- 天羽幼稚園（1970年創辦）（位於翠石樓地下，現生命熱線）

### 福利設施
- 坪石邨居民聯會
- 坪石邨多用途活動中心
- 東華三院龐永紹長者鄰舍中心（1984年創辦）（位於紅石樓地下128-132號）
- 保良局坪石托兒所
- 香港青年協會賽馬會坪石青年空間 （位於坪石酒樓地庫）
- 宏施慈善基金社會服務處
- 坪石紅石樓公園大賭檔

## 著名住客
- 聶德權：前任公務員事務局、政制及內地事務局局長，早年在坪石邨長大[15]。
- 創作歌手林一峰和林二汶：早年於坪石邨居住[16]。
- 武術家葉準：詠春拳葉問宗師之子，於坪石邨居住[17]。
- 哲學家王偉雄：加州州立大學奇科分校哲學教授，早年於坪石邨居住。
- 區國強：無線電視駐台灣記者，早年於坪石邨居住[18]。

## 流行文化
- 坪石邨各座單塔式大廈均設天井，成為不少攝影愛好人等人仕的拍攝「打卡」熱點。
- 麥浚龍執導的2013年電影《殭屍》，在這處取景。
- 教育電視的小四健教科「快高長大」在前五邑甄球學校取景。

## 旗海事件

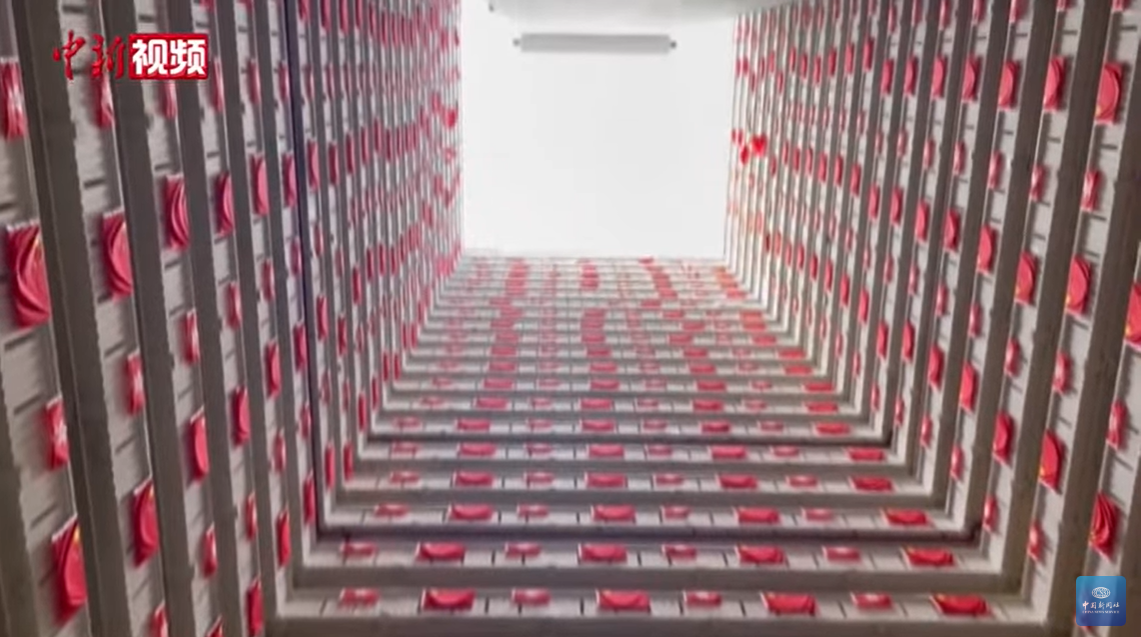
2022年6月24日，邨內大天井圍欄掛滿國旗及區旗，變成一片旗海。不過到26日晚上移除

2022年6月24日，邨內藍石樓及金石樓的大天井圍欄掛滿國旗及區旗，變成一片旗海，吸引不少市民打卡，不過記者發現部分區旗倒掛。亦有部分居民感到不滿，自發將床單及衣物掛出，亦擔心旗海稍有火種會容易發生火警。不過到同月26日先後發生疑遭塗污及盜走事件後，警方將事件列侮辱國旗及盜竊案處理，到同日晚上有居民發現中年男女將各樓層的國旗及區旗移除，但沒有解釋原因。有記者拍攝收旗期間亦被互助委員會成員隨即上前意圖阻礙。而九龍東潮人聯會會長楊育城接受《大公報》採訪表示該會負責掛旗活動，並獲得房屋署批准。

## 附近設施

### 文娛康體設施
- 牛池灣文娛中心
- 牛池灣公共圖書館
- 牛池灣室內體育館
- 坪石遊樂場
- 坪石公園

### 其他
- 三山國王廟
- 彩虹邨

## 外部連結
- 房委會坪石邨資料（页面存档备份，存于）

22°20′00″N 114°12′33″E / 22.3332°N 114.2092°E